# Бой у села Харсеной
Бой у села Харсеной — эпизод Второй чеченской войны, произошедший 21 февраля 2000 года под с. Харсеной Шатойского района Чечни.
В ходе боя с чеченскими боевиками погибли 3 разведывательные группы 2-й отдельной бригады специального назначения ГРУ.

## Историческая справка
7 августа 1999 года началась Вторая чеченская война. Для участия в боевых действиях во многих бригадах специального назначения Главного управления Генерального штаба ВС РФ формируются сводные отряды.
В августе 1999 года из состава 2-й отдельной бригады специального назначения был собран сводный отряд, в который вошли по одной разведывательной роте от каждого из 3 отрядов бригады (70-го, 329-го и 700-го отрядов специального назначения). На Северный Кавказ сводный отряд выдвинулся как 700-й отдельный отряд специального назначения.
В сентябре 1999 года 700-й отряд участвовал в боевых действиях в Новолакском районе Дагестана.
На 1 января 2000 года 700-й отряд дислоцировался в н.п. Ачхой-Мартан Чечни.
Совместно с другими войсками 700-й отряд участвовал в воспрепятствовании захвата н.п. Рошни-Чу противником, который пытался создать коридор для вывода боевиков из заблокированного федеральными войсками Грозного на Урус-Мартан.
С освобождением от боевиков северной равнинной части Чечни, боевые действия переносились на южные горные районы республики. К февралю 2000 года 700-й отряд был переброшен в Шатойский район.

## Походное охранение
В середине февраля нескольким разведывательным группам 700-го отряда была поставлена задача по осуществлению походного охранения колонны мотострелковых войск, продвигавшихся в горные районы с севера на юг Чечни. Группам предстояло провести разведку местности на горных участках, прилегающих к дороге, связывающей равнинную часть Чечни с Шатойским районом, чтобы исключить возможность организации противником засады на колонну войск.
В авангарде походного охранения, с большим отрывом от колонны войск, продвигались три разведывательные группы, которые были включены в состав сводного 700-го отряда из 3-й роты 329-го отдельного отряда специального назначения.
В связи с обильными снегопадами и бездорожьем колонна мотострелков значительно отставала от продвижения авангарда.
Спустя 8 суток после пешего марша по горной местности, командиры трёх групп, шедших в авангарде, получили по радиосвязи приказ на сбор у села Харсеной. Им следовало объединиться и ожидать подхода подкрепления в виде мотострелкового подразделения. По плану командования мотострелки должны были прибыть к селу Харсеной к 12.00 21 февраля, сменить разведывательные группы 700-го отряда и осуществлять дальнейшее походное охранение колонны.
В связи с бездорожьем и снегопадом подход подкрепления и колонны войск задерживался.
Общая численность трёх разведывательных групп составляла 35 человек, из которых 8 были прикомандированными военнослужащими из других воинских частей (сапёры и артиллерийские корректировщики от мотострелковых подразделений).
К 20 февраля авангард остановился на окраине села Харсеной.
Следовавшее за разведывательными группами другое подразделение 700-го отряда остановилось в 800 м позади, в тылу на господствующей высоте.

## Состояние военнослужащих
20 февраля разведывательные группы вышли к зоне ответственности отряда специального назначения «Тайфун» Министерства юстиции, которое осуществляло патрулирование горных склонов в окрестностях села Харсеной в поисках подвижной зенитной установки, создававшей угрозу вертолётам. В дневное время подразделения данного отряда осуществляли подъём в горы с целью наблюдения за окрестностями.
По свидетельству офицера отряда «Тайфун» майора Николая Евтуха, который встретил выдвигавшиеся разведывательные группы 20 февраля, состояние разведчиков было крайне неудовлетворительным:

С разведчиками мы встречались на склонах, у них к 20 февраля было много больных и обмороженных. У нас в группе только арткорректировщик болел. Их с радистом сняли с другого задания и кинули к нам вообще без ничего. Мы-то сразу поставили палатку, а парни (прим. — разведчики) первые дни спали на снегу. У них были только рация да бушлаты, вот и всё. Мы их покормили, но когда пошли на выход, радист их упал с высоты метра в полтора — и не шевелится, не было у человека сил никаких. А второй прыгнул оттуда же и щиколотку подвернул. Кое-как с передыхом подняли их наверх, вертушка (прим. — вертолёт) прилетела и забрала.— Свидетельства участников боя у села Харсеной
В связи с многосуточным походом и отсутствием возможности производить зарядку или замену аккумуляторов на радиостанциях, на все три разведгруппы к 20 февраля осталась только 1 рабочая радиостанция.

## Организация привала
К вечеру 20 февраля разведгруппы объединились на ночлег поблизости села Харсеной. Местом ночёвки выбрали низину. Состояние уставших бойцов было критическим: ввиду долгого многосуточного перехода по горам, отсутствия спальных мешков и низкой температуры, многих из них имели обморожения и простудные заболевания.
В ночь с 20 на 21 февраля прошёл снегопад. Практически все военнослужащие в одной зимней полевой форме спали на снегу. Из-за крайней утомлённости как личного состава, так и офицеров, не было отдано приказа на выставление боевого охранения и оборудования позиций к обороне.
Место для ночлега в низине с точки зрения обороны было выбрано крайне неудачно. Вся местность простреливалась и не имела укрытий. Все три разведгруппы расположились на ночлег скученно на небольшой дистанции друг от друга в 20-30 м. Многие разведчики выставили оружие «в козлы».

## Нападение боевиков
Утром 21 февраля по приказу старшего лейтенанта Самойлова старший сержант контрактной службы Филиппов А. произвёл последний сеанс радиосвязи с командованием, в котором передал штатный доклад об обстановке и состоянии дел у всех трёх разведгрупп.
Приблизительно к обеду 21 февраля по расположившимся на поляне разведчикам с окружающих склонов подкравшимися боевиками был открыт плотный огонь из гранатомётов и автоматического оружия.
В самом начале боя была уничтожена единственная радиостанция с сохранившими заряд аккумуляторами. В течение 15-20 минут боевикам в ходе неожиданного нападения удалось убить и ранить всех разведчиков. После сбора оружия у погибших остававшиеся в живых военнослужащие были добиты боевиками выстрелами в упор.
Только двум военнослужащим, которых боевики приняли за мёртвых, по случайности удалось выжить. Один из них был тяжело ранен осколком гранаты в лицо, а другой, получив три пулевых ранения и контузию, потерял сознание и скатился вниз по склону, выпав из поля зрения боевиков.
По свидетельству майора Николая Евтуха, чьё подразделение находилось на дистанции 1 км от разведывательных групп выше по склону, перестрелка продолжалась не более 15-20 минут.
Командир подразделения 700-го отряда, находившегося в тылу авангарда на господствующей высоте, получил по радиосвязи приказ не покидать позиции и удерживать высоту.
Подкрепление мотострелков подошло к месту трагедии только через 3-4 часа. После этого к месту трагедии подошли подразделения отряда «Тайфун» и подразделение 700-го отряда, находившееся на господствующей высоте в тылу.
Причинами трагедии послужили как крайняя утомлённость личного состава, так и грубая ошибка командиров групп по выбору и обустройству места привала и отсутствию необходимого боевого охранения.

## Итоги боя
В ходе боя 21 февраля федеральные силы потеряли 33 человека убитыми: 25 военнослужащих 2-й бригады специального назначения и 8 военнослужащих от мотострелковых подразделений.
Это были самые большие безвозвратные потери среди формирований специального назначения по итогам одного боя за обе чеченские войны.
О потерях среди боевиков нет точных данных. Согласно мнению командира подразделения 700-го отряда, который позже спустился к месту гибели разведгрупп и изучал позиции боевиков, нападавших было не более 10 (десяти) человек.
Указом Президента Российской Федерации № 1162 от 24 июня 2000 года командирам разведывательных групп капитану А. А. Калинину, капитану М. В. Боченкову и старшему лейтенанту С. В. Самойлову за мужество и героизм, проявленные при выполнении воинского долга в Северо-Кавказском регионе, присвоено звание Героя Российской Федерации (посмертно).
22 погибших солдата и сержанта 2-й отдельной бригады специального назначения были награждены посмертно орденами Мужества.
В ходе боя выжили всего два бойца вооружённых сил Российской Федерации, получившие тяжёлые ранения в том бою. Один из них, старший сержант Антон Филиппов, в августе того же года вернулся в строй и отправился в командировку в Чечню, отслужив ещё затем 13 лет. Лечение он проходил в госпитале имени Вишневского, однако окончательно от полученных ранений так и не оправился. Он умер 16 сентября 2022 года.

## Официальная версия произошедшего
В официальном печатном органе Министерства обороны Российской Федерации распространена иная версия трагедии, кардинально отличающаяся от свидетельств очевидцев тех событий, опубликованных в негосударственных источниках.
Согласно версии, опубликованной газетой «Красная Звезда», утром 21 февраля 2000 года разведывательная группа капитана Калинина провела успешный рейд против противника и уничтожила 2 большегрузных автомобиля и до 10 боевиков. После этого разведывательная группа Калинина встретилась с преобладающим противником численностью около 100 человек. Капитан Калинин запросил по радиосвязи огонь артиллерии и помощь соседних групп. К месту боя прибыли разведывательные группы старшего лейтенанта Самойлова и капитана Боченкова. Бой проходил на невыгодном для разведчиков хорошо простреливаемом участке местности. По официальной версии позиция разведывательных групп находилась на высоте, а не в низине. Также, согласно официальной версии, противник применил против разведчиков миномёты.
В газетной статье дословно процитирована только малая часть из свидетельства выжившего старшего сержанта Филиппова Антона о ходе боя, без его упоминания о том, что все три разведывательные группы провели ночёвку на месте боя и с утра 21 февраля до нападения никаких действий не предпринимали и не покидали место ночёвки.